# St.-Adalbert-Garnisonkirche
Bugenhagenkirche (heute Kościół Garnizonowy pw św Wojciecha) war der Name einer ehemals evangelischen Kirche am Hohenzollernplatz (heute Siegesplatz, polnisch: Plac Zwycięstwa) in Stettin.

## Geschichte

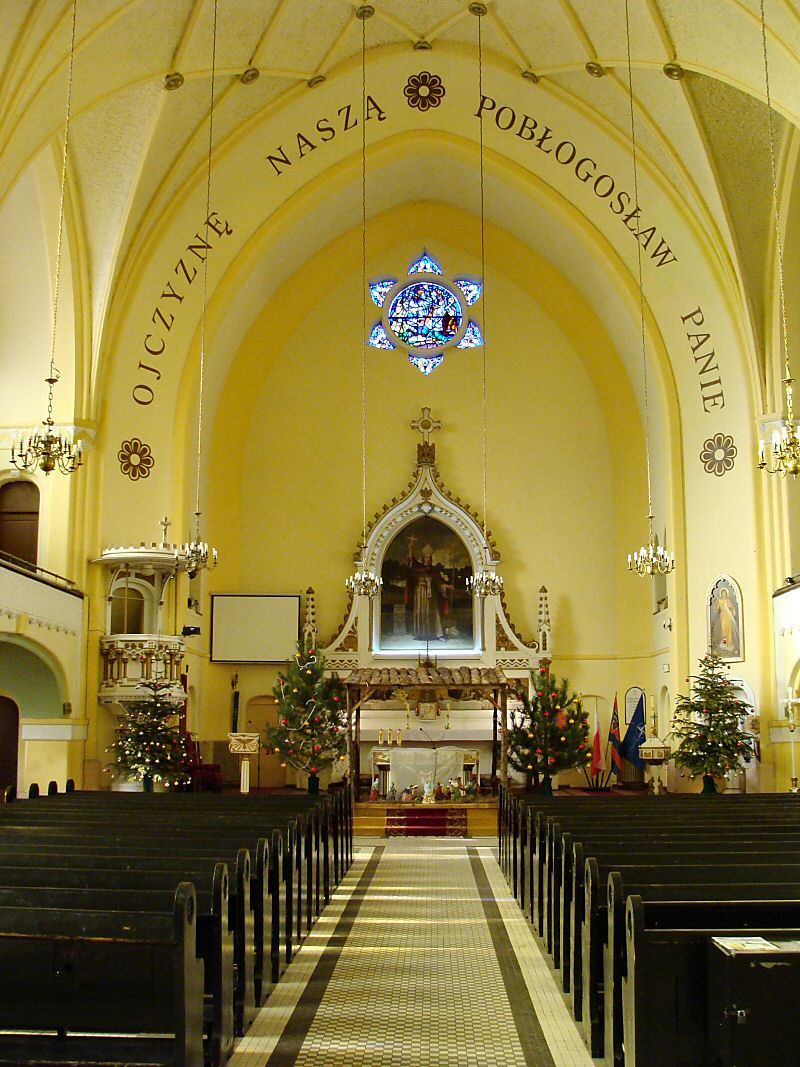
Innenraum der Kirche im Jahre 2009

### Bugenhagenkirche bis 1945
Nachdem die Stettiner Neustadt sich immer weiter ausgedehnt hatte, wurde im Jahr 1899 aus 25.000 noch zur St.-Jakobi-Gemeinde gehörigen Gläubigen die neue Bugenhagen-Kirchengemeinde gegründet. Im Oktober 1906 wurde am Hohenzollernplatz der Grundstein zum Bau einer Kirche für diese neue Gemeinde gelegt. Am 12. Januar 1909, dem Jahrestag des Todes von Paul vom Rode, wurde die Kirche von Generalsuperintendent Johannes Büchsel geweiht.
Der neugotische, dreischiffige Bau des Berliner Architekten Jürgen Kröger wurde mit Klosterformatziegeln errichtet und bot Platz für fast 1500 Gläubige. Die reich gegliederten Giebel und der etwa 65 m hohe Turm machten die Kirche weithin sichtbar. Die farbigen Fenster waren Stiftungen Stettiner Bürger und wurden vom Berliner Glasmaler Carl Busch unter Verwendung von Kathedralglas geschaffen. Das Bildprogramm ging auf Anregungen des Stettiner Gymnasiallehrers und Historikers Martin Wehrmann zurück und zeigte überwiegend Begebenheiten der Pommerschen Kirchengeschichte; den Schwerpunkt bildete die Reformation. Unter den dargestellten Personen waren Otto von Bamberg, Martin Luther, Paul vom Rode, Johannes Bugenhagen und König Friedrich Wilhelm I. Das Altargemälde mit dem lehrenden Christus als Mittler der Heiligen Schrift schuf der Berliner Maler Otto Berg. Die Kanzel aus Kalkstein wurde von Kaiser Wilhelm II. gestiftet und an der Vorderseite mit dem kaiserlichen Namenszeichen versehen. Die Firma Schlag & Söhne lieferte 1908 eine Orgel, die drei Manuale, Pedal und 46 Register besaß. Die originalen Bronzeglocken wurden während des Ersten Weltkrieges eingeschmolzen und 1922 durch drei Stahlglocken ersetzt.

### Katholische St. Adalbert-Garnisonkirche seit 1945
1945 wurde die Kirche konfisziert und übernahm die Funktion einer katholischen Garnisonkirche. Sie erhielt das Patrozinium des heiligen Adalbert (polnisch: Kościół Garnizonowy pw św Wojciecha). Bis 1945 war die nahegelegene heutige Herz-Jesu-Kirche die evangelische Garnisonkirche der Stadt.